# Саркопенія
Саркопенія (код M62.84 в МКХ-10) — це тип втрати м’язів, який виникає при старінні та/або відсутності руху. Вона характеризується дегенеративною втратою маси, якості та сили скелетних м’язів. Швидкість втрати м’язів залежить від рівня фізичних навантажень, супутніх захворювань, харчування та інших факторів. Втрата м'язів пов'язана зі змінами в сигнальних шляхах синтезу м'язів. Вона відрізняється від кахексії, при якій м’яз руйнується через опосередковану цитокінами деградацію, хоча ці два стани можуть існувати одночасно. Саркопенія вважається складовою синдрому слабкості. Саркопенія може призвести до зниження якості життя, падінь, переломів та інвалідності.
Саркопенія є фактором, що впливає на зміни у складі тіла. Особливо в літніх людей, саркопенія в першу чергу вражає певні групи м'язів, зокрема, м'язи передньої частини стегна та черевні м'язи. Опубліковані дослідження показують, що в людей похилого віку індексу маси тіла (ІМТ) знижується, тоді як аналіз біоелектричного імпедансу (BIA) свідчить про збільшення частки жирової тканини в організмі.

## Етимологія
Термін «саркопенія» походить від грецького σάρξ саркс, «плоть» і πενία пенія, «бідність». Вперше він був запропонований Ірвіном Розенбергом у 1989 році, який писав, що «не існує жодної особливості вікового зниження, яка могла б більш драматично вплинути на ходьбу, рухливість, споживання калорій і загальне споживання поживних речовин, а також на стан, незалежність, дихання тощо».
Саркопенія відрізняється від кахексії, при якій м’язи руйнуються через опосередковану цитокінами деградацію, хоча ці два стани можуть існувати одночасно.

## Ознаки та симптоми
Характерною ознакою саркопенії є втрата сухої м’язової маси або атрофія м’язів. Зміну у складі тіла може бути важко виявити через ожиріння, зміни жирової маси або набряки. Зміна ваги, окружності кінцівок або талії не є надійними показниками змін м’язової маси. Саркопенія також може спричинити зниження сили, функціональний занепад та підвищений ризик падіння. Саркопенія також може не мати симптомів, поки не стане серйозною та часто залишається нерозпізнаною. Однак дослідження показали, що у верхніх частинах тіла може відбуватися гіпертрофія, яка компенсує втрату сухої м'язової маси. Тому одним з ранніх ознак початку саркопенії може бути значна втрата м'язової маси в передній частині стегна і м'язах живота.

## Причини
Існує багато запропонованих причин саркопенії, і вона, ймовірно, є наслідком багатьох взаємодіючих факторів. Розуміння причин саркопенії є неповним, однак проте зміни гормонального фону, малорухливість, вікові зміни м'язів, харчування та нейродегенеративні зміни визнані потенційними причинними факторами.
Ступінь саркопенії визначається двома факторами: початковим обсягом м’язової маси та швидкістю її зменшення. Через відмінності у цих факторах серед населення швидкість прогресування та поріг, при якому втрата м’язів стає очевидною, є різними. Відсутність руху різко збільшує швидкість втрати м’язів, навіть у молодих людей. Інші фактори, які можуть збільшити швидкість прогресування саркопенії, включають зменшення споживання поживних речовин, низьку фізичну активність або хронічні захворювання. Крім того, епідеміологічні дослідження показали, що ранній вплив навколишнього середовища може мати довгостроковий вплив на здоров’я м’язів. Наприклад, низька вага при народженні, що є маркером несприятливого середовища, пов’язана зі зменшенням м’язової маси та сили у дорослому житті.

## Патофізіологія
Існує багато теорій, запропонованих для пояснення механізмів м'язових змін при саркопенії, включаючи зміни у рекрутуванні міосателітних клітин, зміни в анаболічній сигналізації, окислення білка, запалення та фактори розвитку. Патологічні зміни саркопенії включають зниження якості м’язової тканини, що відображається в заміні м’язових волокон жиром, посиленні фіброзу, змінах м’язового метаболізму, окислювальному стресі та дегенерації нервово-м’язового з’єднання. Вважається, що нездатність активувати клітини-супутники після травми або фізичних вправ також сприяє патофізіології саркопенії. Крім того, окислені білки можуть призвести до накопичення ліпофусцину та зшитих білків, що спричиняє накопичення нескоротливого матеріалу в скелетних м'язах і сприяє розвитку саркопенії.
У саркопенічних м'язах розподіл типів м’язових волокон змінюється шляхом зменшення м’язових волокон II типу, або «швидких посмикувань», з незначним зменшенням або без зменшення м’язових волокон I типу, або «повільних» м’язових волокон. Дезінервовані волокна II типу часто перетворюються на волокна I типу шляхом реіннервації повільними руховими нервами волокон I типу. Чоловіки, можливо, більш сприйнятливі до цього пов’язаного зі старінням перемикання типу міофібрил, оскільки нещодавнє дослідження показало вищий відсоток «повільних» м’язових волокон у літніх чоловіків порівняно з молодими чоловіками, але не у літніх жінок порівняно з молодими жінками.
Старіючий саркопенічний м’яз демонструє накопичення мутацій мітохондріальної ДНК, що також було продемонстровано в інших типах клітин. У певних ділянках м’яза накопичуються клони з мітохондріальними мутаціями, що супроводжується приблизно п’ятикратним збільшенням абсолютного числа копій мтДНК, тобто ці ділянки більш щільні. Очевидним захисним фактором, що запобігає накопиченню в клітинах пошкоджених мітохондрій, є достатній рівень білка BNIP3. Дефіцит BNIP3 призводить до запалення та атрофії м'язів.
Крім того, не всі м’язи настільки сприйнятливі до атрофічних ефектів старіння. Наприклад, як у людей, так і у мишей було показано, що м’язи гомілки не настільки схильні до старіння, як м’язи стегна. Можливо, це можна пояснити диференціальним розподілом типу міофібрил у кожній групі м’язів, але це невідомо.

## Діагностика
Різними експертними групами було запропоновано безліч діагностичних критеріїв, і це залишається предметом досліджень і дискусій. Незважаючи на відсутність загальноприйнятого визначення, у 2016 році саркопенії було присвоєно код МКХ-10 (M62.84), визнаючи її хворобливим станом.
Саркопенію можна діагностувати, якщо у пацієнта м'язова маса щонайменше на два стандартних відхилення нижче відповідного середнього показника для популяції та має повільну швидкість ходьби. Європейська робоча група з питань саркопенії у людей похилого віку (EWGSOP) розробила широке клінічне визначення саркопенії, яка визначається як наявність низької м’язової маси та або низької м’язової сили, або низької фізичної працездатності. Інші міжнародні групи запропонували критерії, які включають показники швидкості ходьби, відстані, пройденої за 6 хвилин, або сили хвату. Сила кистьового хвату також пропагується як клінічний маркер саркопенії, який є простим і економічно ефективним і має хорошу прогностичну силу, хоча й не надає вичерпної інформації.
Існують інструменти скринінгу саркопенії, які оцінюють труднощі у виконанні повсякденних дій, таких як ходьба, підйом по сходах або вставання зі стільця, і було доведено, що вони прогнозують саркопенію та погані функціональні результати.

## Лікування

### Вправи
Вправи залишаються пріоритетним видом втручання, але впровадження результатів досліджень у клінічну практику є складним завданням. Тип, тривалість та інтенсивність фізичної активності різняться між дослідженнями, що перешкоджає створенню стандартизованої програми вправ для саркопенії. Відсутність фізичної активності є значним фактором ризику саркопенії, а вправи можуть значно уповільнити швидкість втрати м'язів. Фізична активність може бути ефективним втручанням, оскільки скелетні м'язи у людей похилого віку зберігають здатність синтезувати білки у відповідь на короткострокові силові тренування. Прогресивні силові тренування для людей похилого віку можуть покращити фізичну функцію (швидкість ходьби) та м'язову силу. Підвищення фізичної активності може призвести до збільшення кількості клітинних мітохондрій, капілярної щільності, а також маси та міцності сполучної тканини.

### Ліки
Наразі не існує затверджених ліків для лікування саркопенії. Тестостерон та інші анаболічні стероїди також досліджувалися для лікування саркопенії та демонструють певний позитивний вплив на м'язову силу та масу, але мають численні побічні ефекти та викликають занепокоєння щодо раку простати у чоловіків і вірилізації у жінок. Крім того, останні дослідження показують, що лікування тестостероном може спричинити негативні серцево-судинні явища.
Було показано, що ДГЕА і гормон росту майже не впливають на цю ситуацію. Хоча гормон росту підвищує синтез м'язового білка й збільшує м'язову масу, більшість досліджень не показали поліпшення сили та функціональності м'язів після його застосування. Це, разом із відсутністю ефективності його ефектору, інсуліноподібного фактора росту 1 (ІФР-1) може бути наслідком місцевої резистентності до ІФР-1 у м'язах людей похилого віку, спричиненої запаленням та іншими віковими змінами.
Інші препарати, які досліджуються як можливі засоби лікування саркопенії, включають ґрелін, вітамін D, інгібітори ангіотензинперетворювального ферменту та ейкозапентаєнову кислоту.

### Харчування
Споживання калорій і білка є важливими стимуляторами синтезу м'язового білка. Старші люди можуть засвоювати білок не так ефективно, як молоді, і їм може знадобитися більша його кількість для запобігання м'язової атрофії. Ряд експертних груп рекомендує збільшити споживання білка з їжею для людей похилого віку до 1,0–1,2 г на кг маси тіла на день. Забезпечення належного харчування для людей похилого віку є важливим для запобігання саркопенії та слабкості, оскільки це простий і доступний метод лікування без серйозних побічних ефектів.

### БАДи
Компонентом саркопенії є втрата здатності старіючої скелетної мускулатури реагувати на анаболічні стимули, такі як амінокислоти, особливо в низьких концентраціях. Однак, старіючі м'язи зберігають здатність до анаболічної відповіді на білок або амінокислоти у більших дозах.  Згідно з дослідженнями, вживання більших доз амінокислот, особливо лейцину, допомагає протидіяти втраті м'язів у людей похилого віку. Фізичні вправи можуть діяти синергетично з додаванням амінокислот.
β-гідрокси β-метилбутират (HMB) є метаболітом лейцину, який діє як сигнальна молекула для стимулювання синтезу білка. Він має, за даними досліджень, кілька мішеней, зокрема, стимулює mTOR та знижує експресію протеасом. Його застосування для запобігання втрати м'язової маси у людей похилого віку послідовно підтверджується клінічними дослідженнями. Потрібні додаткові дослідження для визначення точного впливу HMB на силу та функціональність м'язів у цій віковій групі.

## Епідеміологія
Поширеність саркопенії залежить від визначення, яке використовується в кожному епідеміологічному дослідженні. Орієнтовна поширеність серед людей у віці 60–70 років становить 5–13 % і зростає до 11–50 % у людей старше 80 років. Це становить понад 50 мільйонів людей і, за прогнозами, зачепить понад 200 мільйонів протягом наступних 40 років, враховуючи зростання чисельності населення старшого віку.

## Вплив на здоров'я населення
Саркопенія стає серйозною проблемою охорони здоров'я через збільшення тривалості життя в індустріалізованих країнах та зростання кількості літнього населення. Саркопенія є фактором ризику багатьох несприятливих наслідків, зокрема, підвищення рівня інвалідності, падінь та смертності. Малорухливість або постільний режим у осіб, схильних до саркопенії, можуть значно вплинути на функціональні результати. У людей похилого віку це часто призводить до зниження біологічних резервів та підвищеної вразливості до стресорів, що відомо як «синдром слабкості». Втрата сухої м'язової маси також пов'язана з підвищеним ризиком інфекцій, зниженням імунітету та поганим загоєнням ран. Слабкість, яка супроводжує м'язову атрофію, веде до підвищеного ризику падінь, переломів, фізичної недієздатності, потреби в інституційному догляді, зниження якості життя, підвищення смертності та збільшення витрат на охорону здоров'я. Це значне особисте та суспільне навантаження, і його вплив на громадське здоров'я дедалі більше визнається.

## Напрямки досліджень
Існують значні можливості для кращого розуміння причин і наслідків саркопенії та допомоги в наданні клінічної допомоги. Це включає з’ясування молекулярних і клітинних механізмів саркопенії, подальше уточнення референтних популяцій за етнічною ознакою, перевірку діагностичних критеріїв і клінічних інструментів, а також відстеження випадків госпіталізації, захворюваності та смертності. Також необхідне визначення та дослідження потенційних терапевтичних підходів та термінів проведення втручань.
Станом на 2020 рік немає дозволених ліків для лікування втрати м'язів у людей з хронічними захворюваннями, тому існує незадоволена потреба в анаболічних препаратах з мінімальними побічними ефектами. Одним з аспектів, що перешкоджають схваленню ліків для лікування кахексії та саркопенії, є розбіжності в кінцевих точках досліджень. Кілька клінічних досліджень показали, що селективні модулятори андрогенових рецепторів (SARM) покращують суху масу тіла у людей, але незрозуміло, чи покращуються також сила та фізична функція. Після обнадійливих результатів на II фазі дослідження, III фаза дослідження SARM остарину показала збільшення сухої маси тіла, але не виявила значного покращення функцій. Цей та інші препарати, такі як секретогенний гормон росту анаморелін, не отримали схвалення регуляторних органів, незважаючи на значне збільшення сухої маси тіла через відсутність доказів їх впливу на фізичну працездатність. Профілактика зниження функціональності не розглядалася Управлінням з контролю за харчовими продуктами та лікарськими засобами США як прийнятну кінцеву точку. Невідомо, як SARM взаємодіють з вживанням білка з їжею та силовими тренуваннями у людей із втратою м'язів.

## Подальше читання
- Fujita S, Volpi E (January 2006). Amino acids and muscle loss with aging. The Journal of Nutrition (Review). 136 (1 Suppl): 277S—280S. doi:10.1093/jn/136.1.277S. PMC 3183816. PMID 16365098.
- Roubenoff R (December 2007). Physical activity, inflammation, and muscle loss. Nutrition Reviews. 65 (12 Pt 2): S208—S212. doi:10.1111/j.1753-4887.2007.tb00364.x. PMID 18240550.
- Sharlo K, Tyganov SA, Tomilovskaya E, Popov DV, Saveko AA, Shenkman BS (December 2021). Effects of Various Muscle Disuse States and Countermeasures on Muscle Molecular Signaling. International Journal of Molecular Sciences. 23 (1): 468. doi:10.3390/ijms23010468. PMC 8745071. PMID 35008893.